# Franz Kornemann

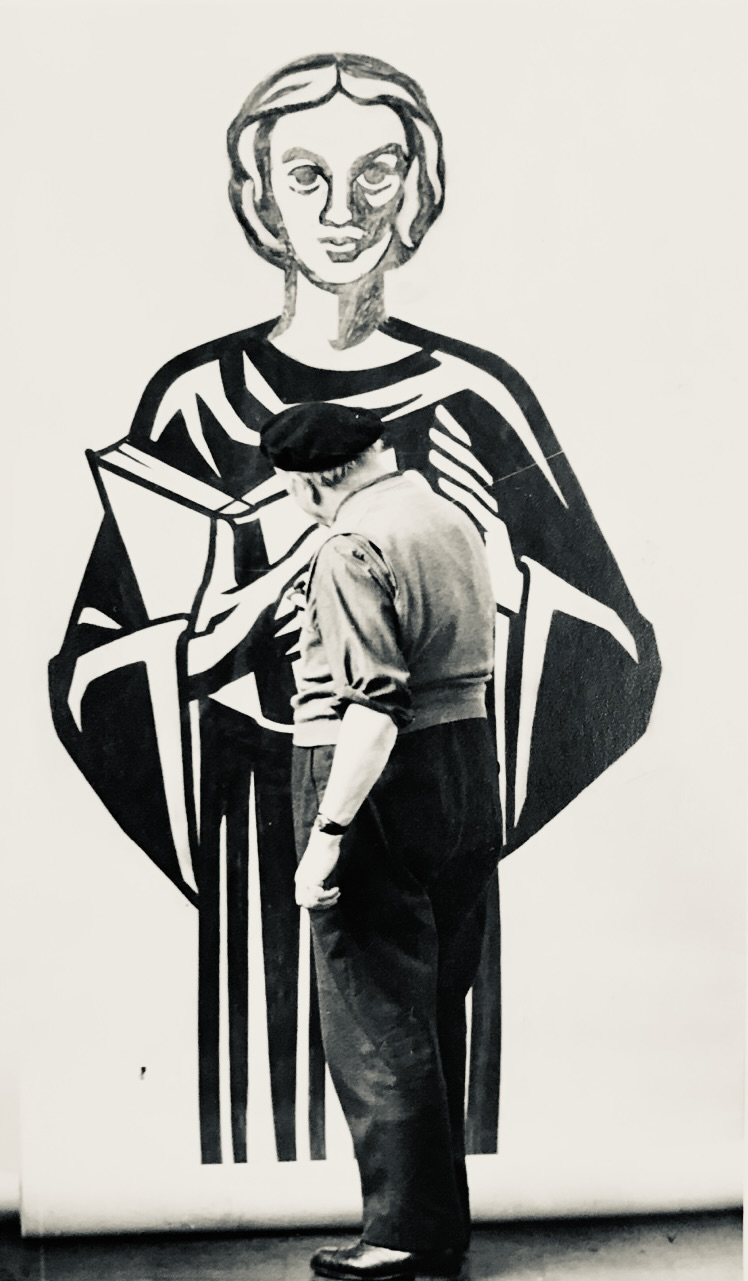
Franz Kornemann arbeitet am Entwurfskarton für das Sgraffito der Muse der Dichtung und Geschichte, Atelier des Künstlers in Brilon

Franz Kornemann (* 24. Februar 1896 in Brilon; † 25. Februar 1969) war ein deutscher Kunst- und Glasmaler, der insbesondere durch seine sakralen Glasfenster und Wandmosaike bekannt wurde. Seine Werke, die oft religiöse und regionale Themen behandeln, sind vor allem in Kirchen und öffentlichen Gebäuden in seiner Heimatregion Sauerland zu finden.

## Leben

### Kindheit und Ausbildung
Franz Kornemann wurde im Februar 1896 in Brilon geboren. Sein Vater Heinrich arbeitete als Anstreicher, seine Mutter Maria, war eine geborene Hillebrand. Nach dem Besuch der Briloner Volksschule – dem heutigen Gebäude der Altentagesstätte der Propsteigemeinde St. Petrus und Andreas – absolvierte Kornemann eine Lehre als Dekorationsmaler in Münster.

### Erster Weltkrieg
Kornemann nahm ab 1915 am Ersten Weltkrieg teil. Zunächst wurde er in Rumänien verwundet, später erlitt er in der Schlacht um Verdun schwere Verletzungen. Infolge dieser Verwundungen musste ihm ein Oberschenkel amputiert werden. Nach seiner Rückkehr lebte er wieder im Elternhaus in Brilon.

### Fortbildung und Studium
Ab 1919 besuchte Franz Kornemann zweieinhalb Jahre die Kunstgewerbeschule in Dortmund (heute Fachbereich Architektur und Design der Hochschule Dortmund) und arbeitete anschließend mit seinem Lehrer, dem Kunstprofessors Wilhelm Jöker, zusammen.
1923 nahm er ein Studium an der Kunsthochschule Kassel auf und wechselte später an die Kunstakademie Düsseldorf wo er unter anderem bei Jan Thorn Prikker, einem führenden Glasmaler der klassischen Moderne, studierte. Dort lernte er auch seine spätere Ehefrau und künstlerische Weggefährtin Margarete Liebau kennen. Nach dem Abschluss der Meisterklasse von Professor Heinrich Campendonk machte sich Kornemann 1929 als freier Künstler selbstständig.

### Selbständigkeit, Familie, Zweiter Weltkrieg
1931 schufen Franz Kornemann und Margarete Liebau gemeinsam sechs monumentale Chorfenster (je ca. 7 m × 2 m) für den Chorraum der St. Nikolaikirche in Eisleben. Das übergeordnete Thema war die Schöpfung, wobei jedes Fenster in einer eigenen Farbstimmung gestaltet wurde: Das Schöpfungsfenster in mystischem Blau, das Prophetenfenster in Grau-Braun, das Heilsfenster in Grün, das Leidensfenster in Violett, das Siegesfenster in Rot-Orange und das Liebesfenster in leuchtendem Rot. Letzteres wurde vom Frauenverein gestiftet und zeigt ausschließlich Frauen in Akten der Nächstenliebe.
Mit diesem Auftrag wurde der damals 35-jährige Kornemann zu einer führenden Persönlichkeit auf dem Gebiet der kirchlichen Glasmalerei. Zwischen 1935 und 1945 stellte er überwiegend Landschaftsbilder in Städten wie Brilon, Essen, Münster, Düsseldorf und Arnsberg aus.
1938 heirateten Franz Kornemann und Margarete Liebau, ein Jahr später wurde ihr Sohn Till geboren. Das Künstlerpaar lebte und arbeitete in Düsseldorf, bis ihre Wohnung und Atelier 1942 durch Bombenangriffe zerstört wurden. Daraufhin zogen sie nach Brilon, in  Kornemanns Heimatstadt.
Am 10. Januar 1945 fielen 266 Bomben auf die Stadt Brilon. Kornemann beobachtete den Angriff von seinem Atelier aus und hielt die Szene in einem Gemälde fest, das heute im Feuerwehrgerätehaus Brilon hängt.
Zwischen 1949 und 1952 errichtete Kornemann ein eigenes Wohnhaus mit Atelier in Brilon und war dort als freischaffender Kunst- und Glasmaler tätig. Er entwarf Glasfenster für Kirchen und das Briloner Rathaus, schuf Sgraffiti und Mosaike für öffentliche und private Gebäude sowie zahlreiche Aquarelle und Ölgemälde. Viele seiner Werke aus dieser Zeit zeigen Motive aus dem Sauerland, seiner Heimatregion.
Franz Kornemann starb am 25. Februar 1969 im Alter von 74 Jahren in Brilon.

## Ausstellungen (Auswahl)
- 1931: Ausstellung neuzeitlicher Kirchenfenster, Glaswerkstätten Müller, Quedlinburg[14]
- ca. 1935: Ausstellung von Landschaftsaquarellen des Sauerlandes im Rathaussaal, Rathaus Brilon
- 1936: Westfront 1936. Freie Kunst im neuen Staat, Essen, (Gruppenausstellung)[10]
- 1937: Westfalens Beitrag zur Deutschen Kunst der Gegenwart, Haus Rothenburg Münster (Gruppenausstellung)[10]
- 1937: Große Kunstausstellung Düsseldorf 1937 – Nordwestdeutsche Kunst, Kunsthalle Düsseldorf (Gruppenausstellung)[10]
- 1939: Herbstausstellung Düsseldorfer Künstler, Kunsthalle Düsseldorf (Gruppenausstellung)[10]
- 1940: Herbstausstellung Düsseldorfer Künstler 1940, Kunsthalle Düsseldorf (Gruppenausstellung)[10]
- 1945: Große Kunstausstellung der Künstler des Regierungsbezirks Arnsberg, Räume der Regierung Arnsberg (Gruppenausstellung)[15]
- 1952: Ausstellung von Franz Kornemann und Margarethe Liebau-Kornemann, Meschede[4]
- 1970: Gedächtnisausstellung zu Franz Kornemann/Brilon und Hermann Springborn/Oeventrop, Sauerland-Museum Arnsberg
- 1996: Gedächtnisausstellung zum 100. Geburtstag von Franz Kornemann, Stadtmuseum Brilon[1]
- 2021: Digitale Ausstellung zum Bombenangriff auf Brilon am 10. Januar 1945, Museum Haus Hövener[12]

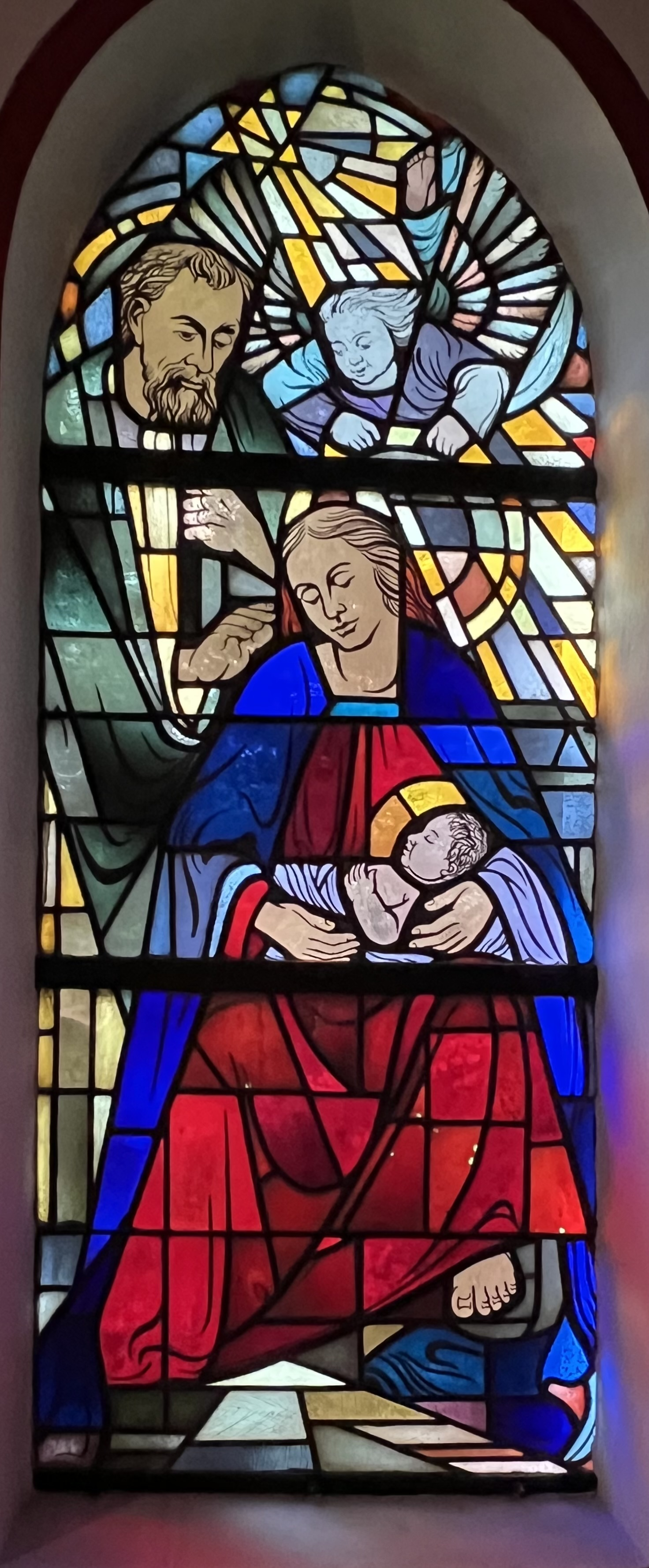
"Christi Geburt", Glasfenster von Franz Kornemann (1950), in der Kapelle St. Maria am Hagen, Brilon-Bontkirchen

## Werke (Auswahl)

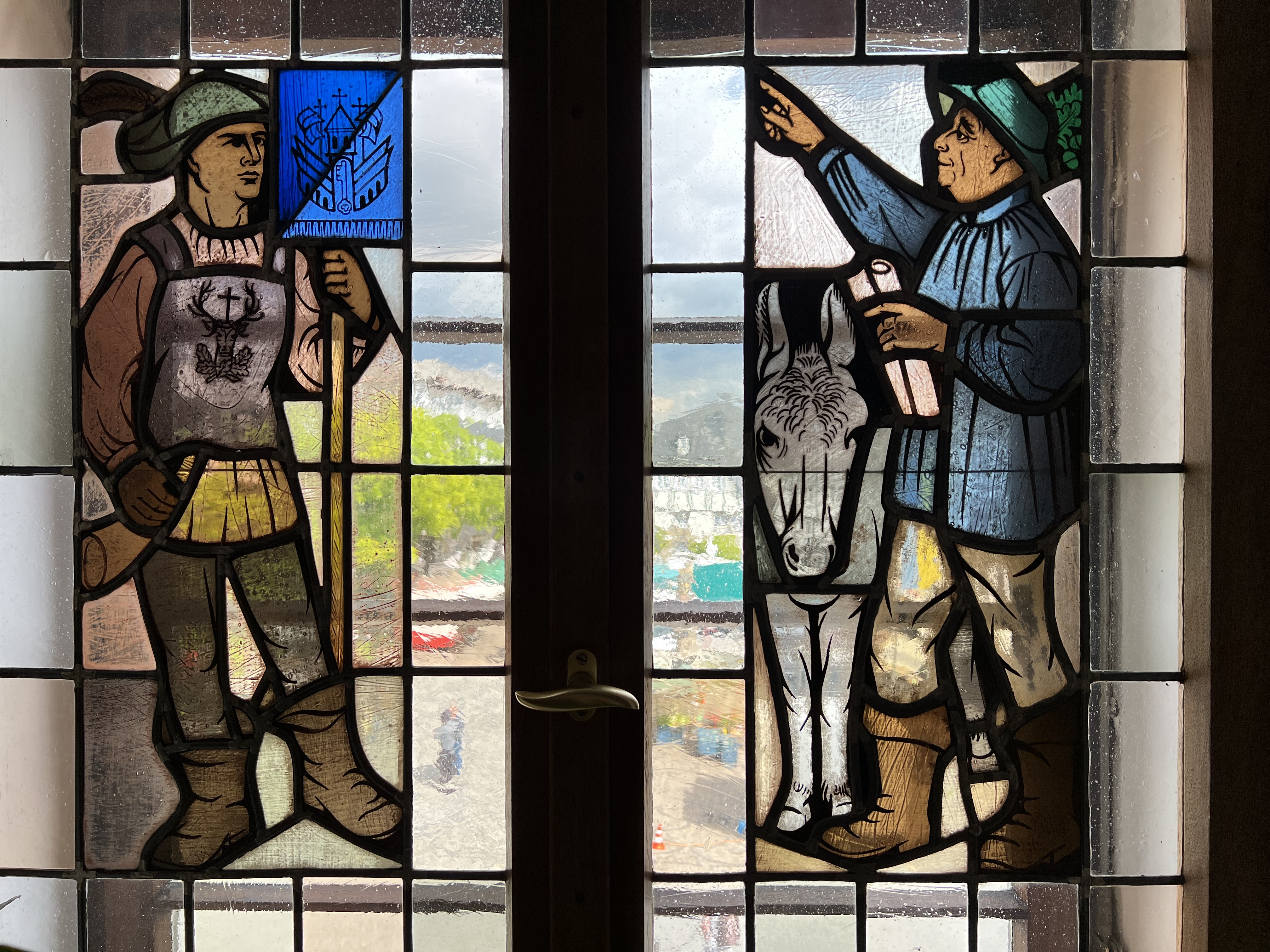
"Schnadebruder und Stadtdirektor Heinrich Schieferecke", Glasfenster von Franz Kornemann, Bürgersaal, Rathaus Brilon

### Buntglasfenster
- St. Nicolaikirche in Eisleben, 1931
  - "Liebes-, Propheten-, Schöpfungs-, Heils-, Leiden- und Siegesfenster"; ca. 7 m × 2 m. In Zusammenarbeit mit Margarete Liebau – wichtigstes gemeinsames kirchliches Glaskunstwerk.[16][4][14] In den 1970er Jahren wurden die Fenster durch Vandalismus zerstört.[16][17]
- Ehemalige Drogerie Neck, Steinweg 16, Brilon, ca. 1932
- Kapelle "Maria am Hagen" bei Bontkirchen, 1950
  - Verkündigung, Heimsuchung, Christi Geburt, Darbringung im Tempel, Anbetung der Heiligen Drei Könige, Flucht nach Ägypten, Wiederfindung Jesu im Tempel, Die Heilige Familie[9][18]
- Katholische Kirche St.-Urbanus in Voßwinkel, 1952-1960
  - "Drei Frauen am Grabe" (1952), Mose schlägt Wasser aus dem Felsen (1955), Taufe Jesu im Jordan (1955), Mose empfängt die Gesetzestafeln auf dem Berg Sinai (1958–59), Die Bergpredigt (1958–59), Sonnengesang des hl. Franz von Assisi (1960)
- Rathaus Brilon
  - Bürgersaal: "Leben der alten Hansestadt", ca. 1955
    - Arbeiter im Bergbau, Die Ackerbürgerschaft, Forstwirtschaft und Holzkohle, Schnadebruder mit Rufhorn und Stadtdirektor Heinrich Schieferecke, Till Eulenspiegel und Kaufmann,[19]

  - Trauzimmer, 1958:
    - "St. Petus, Brilon's Schutzheiliger und St. Engelbert, Brilon's Stadtgründer"[19]
- Friedhofskapelle, Brilon Wülfte, ca. 1955:
  - "Die Auferweckung des Lazarus"[19]
- Evangelische Kirche Neuenheerse, Bad Driburg[1]
- Privathaus von Kapitän Müllmann: "God is myn Leydsman"[20]
- Entwurf "Jesus und die Jünger von Emmaus", für die Elisabeth-Kirche in Marburg

### Sgraffiti
- Sgraffitofries an der Wand der offenen Terrasse für die „Großen Ausstellung Düsseldorf 1926 für Gesundheitspflege, soziale Fürsorge und Leibesübungen“ (GeSoLei), 1926[21][22]
- "Erzengel Michael", Friedhofskapelle Wülfte, ca. 1955
- "Die Drei Musen" und "Adolf Kolping mit jungem Handwerker", Kolpinghaus, Brilon, ca. 1962–64
- "Maria auf der Flucht nach Ägypten", Döselsberg 9, Brilon, 1960 (vereinfacht restauriert)
- "Rübezahl" , Rübezahlweg 18, Brilon/Gudenhagen, 1962
- "St. Engelberg", ehemaliges Altersheim, Brilon (nicht mehr vorhanden)
- "St. Florian", Feuerwehrgerätehaus, Brilon (nicht mehr vorhanden)
- "Die Trauernde", Gedenkstätte an der Winterschule (Berufsschule für den bäuerlichen Nachwuchs, nicht mehr vorhanden)

### Mosaike
- "Mutter und Kind", Fachklinik Hohenheimberg, Brilon Wald, ca. 1956[1]
- "Ecce homo"
- "Grenzsteine", Kreis Brilon
- Grabstein, alter Friedhof, Brilon

### Fresko
- "Im Steinbruch" in der Berufsschule Brilon[4]

### Ölgemälde
- "Zur dankbaren Erinnerung an den 29.03.1945", 1945, Museum Haus Hövener[23]

- "10. Januar 1945, Bombenangriff auf Brilon", 1945, Briloner Feuerwehr[24]
- "780 jährige Eiche im Alter Wald"
- "Bilstein bei Brilon"
- "Im Drübel bei Brilon"
- "Einsame Tanne"

### Aquarelle
- "Die jungen Tannen", ca. 1934
- "Stadtansicht von Brilon", ca. 1934
- "Blick ins Angelner Land"
- "Wanderdüne auf Sylt"
- "Vorfrühling bei Alme"
- "Morgen bei Alme"
- "In der Helle bei Brilon"
- "Auf dem Borberg"
- "Blick auf Oldsberg-Bigge"
- "Paulus"

### Grafik
- "Alter Mann", Kaltnadelradierung
- "Turm der Propsteikirche Brilon", Zeichnung